# Милојко Спајић
Милојко Спајић (Пљевља, 24. септембар 1987) црногорски је политичар и економиста. Спајић је магистар финансијског инжењеринга. Обављао је функцију министра финансија и социјалног старања у Влади Здравка Кривокапића. Тренутно обавља функцију премијера Црне Горе.

## Биографија
Спајић је завршио Пљеваљску гимназију као један од најбољих ђака, те наставио школовање на Осака универзитету у Јапану гдје је студирао економетрику на јапанском језику као стипендиста Владе Јапана. У оквиру размјене студената, студирао је и на кинеском техничком Универзитету Ђингхуа. Звање магистра стекао је, такође као стипендиста, у Француској на ХЕК бизнис универзитету, који је по неким истраживањима једна од најбољих школа у Европи.
Након школовања, Спајић је радио у САД-у на Вол стриту, као и у  Паризу и Токију. Пре доласка назад у Црну Гору, са намјером да ту искористи своје знање, током љета 2020. године радио је и за Голдман Сакс, глобалну банкарску групацију која се бави инвестиционим банкарством, трговином хартија од вриједности и другим финансијским услугама, пре свега са институционалним клијентима. Посљедње четири године био је и партнер Venture Capital фонда у Сингапуру.
Спајић је, као нестраначка личност, током парламентарних избора 2020. године био члан експертског тима Здравка Кривокапића. Том приликом је изјавио да је постојало више разлога за његов повратак у Црну Гору, али да је главни био доношење спорног Закона о слободи вјероисповијести и да тај закон показује коликo су у црногорском систему нагомилани проблеми. Додао је да док се стање не поправи, он неће "мрдати" из Црне Горе и да ниједан инвеститор неће вјеровати у државу, која једној институцији као што је Српска православна црква, која постоји осам вјекова и којој вјерује највише грађана Црне Горе, мијењањем закона власт покушава да одузме имовину. За вријеме вјерске кризе, учествовао је у лобирању у САД-у у циљу подршке Српској православној цркви и српском народу у Црној Гори.
Дана 5. новембра 2020. године, Спајић је именован за Министра финансија и социјалног старања у Влади Црне Горе, и на тој позицији се задржао до 28. априла 2022. године.
Кандидовао се за предсједника Црне Горе на изборима 2023, али му је кандидатура одбијена након што је утврђено да има држављанство и Србије, за које је поднио захтjев за испис 14. фебруара.
Осим матерњег српскохрватски језика, гoвори и пет свјетских језика.

## Спољна политика
Милојко Спајић подржава приступање и пуноправно чланство Црне Горе у Европској Унији, али такође сматра да западни политичари "нијесу заинтересовани за Црну Гору". Сматра да је чланство у НАТО војном савезу "добра ствар за Црну Гору", али се противи слању црногорских војника у балтичке земље. Спајић је јавно осудио руску инвазију на Украјину, коју сматра чином агресије и подржава санкције према Русији. Спајић се противи предлозима да Црна Гора повуче одлуку о признању независности Косова, тврдећи да је то "једна од тема која је остала иза нас". Заговара ближе односе Црне Горе и Србије.